# ویکتور کویناز
ویکتور کویناز کارگردان، نویسنده، تهیه‌کننده و بازیگر آمریکایی می‌باشد. وی بیشتر به دلیل کارش در فیلم‌های «دوره‌ها» معروف می‌شود. و جدایی در عروسی.

## زندگی و حرفه
کویناز در میامی، فلوریدا متولد شد و در دبیرستان هنرهای نیو ورلد تحصیل کرد و از دانشگاه کارنگی ملون فارغ‌التحصیل شد. فیلم کوتاه وی، رؤیای چینی، در جشنواره بین‌المللی فیلم سانفرانسیسکو در سال ۲۰۰۴ به نمایش درآمد. در سال ۲۰۱۳ نخستین فیلم بلند وی به اسم جدایی در عروس به تهیه کنندگی زکری کینتو و استیو گولین توسط اسیلوسکوپ منتشر شد.